# Баргфельд-Штеген
Баргфельд-Штеген (нім. Bargfeld-Stegen) — громада в Німеччині, розташована в землі Шлезвіг-Гольштейн. Входить до складу району Штормарн. Складова частина об'єднання громад Баргтегайде-Ланд.
Площа — 17,81 км2. Населення становить 3056 ос. (станом на 31 грудня 2020).

## Галерея